# Bristol Blenheim

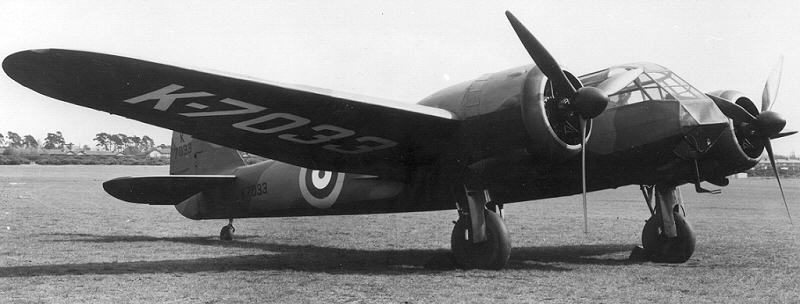
Bristol Blenheim Mk I

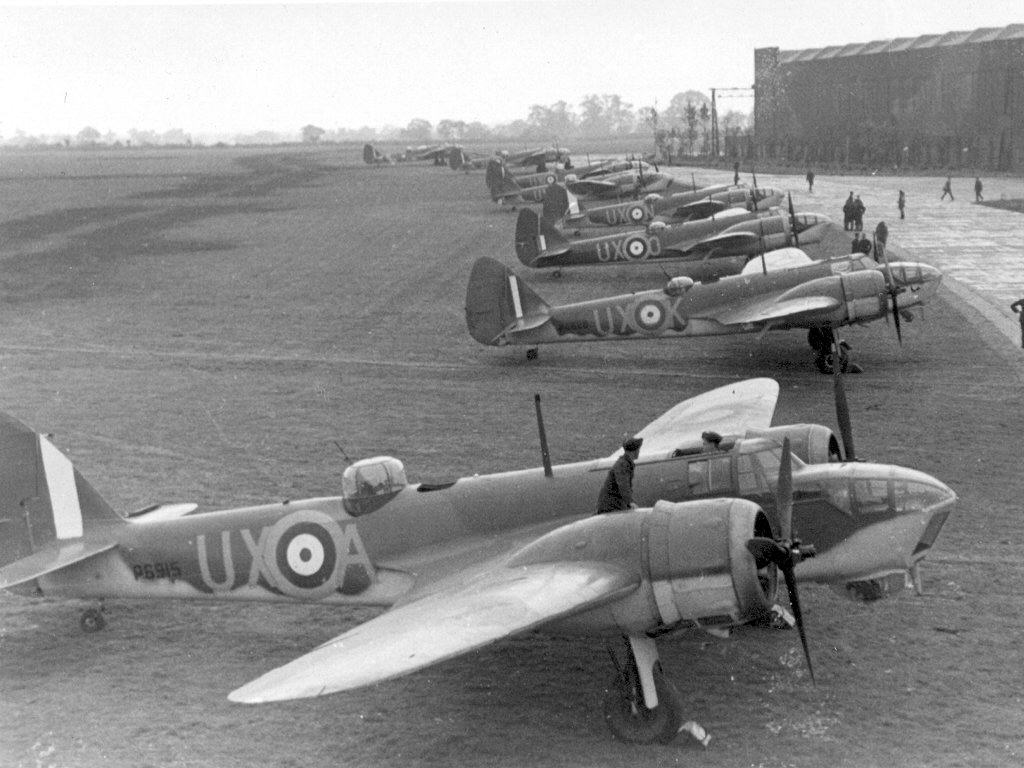
Bristol Blenheims Mk IV (ab 1939 im Dienst)

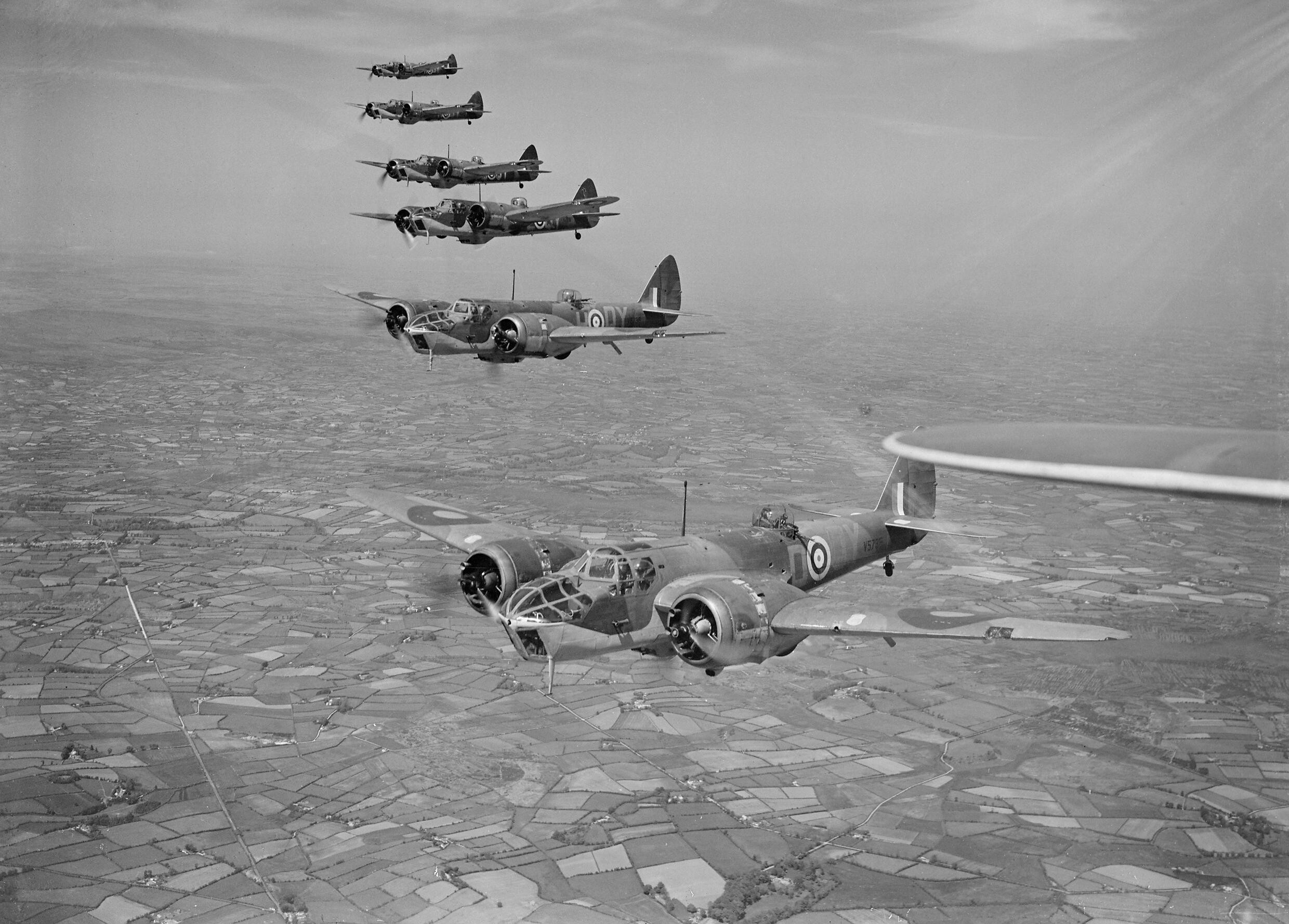
Formation von Bristol Blenheims Mk IV im Mai 1941

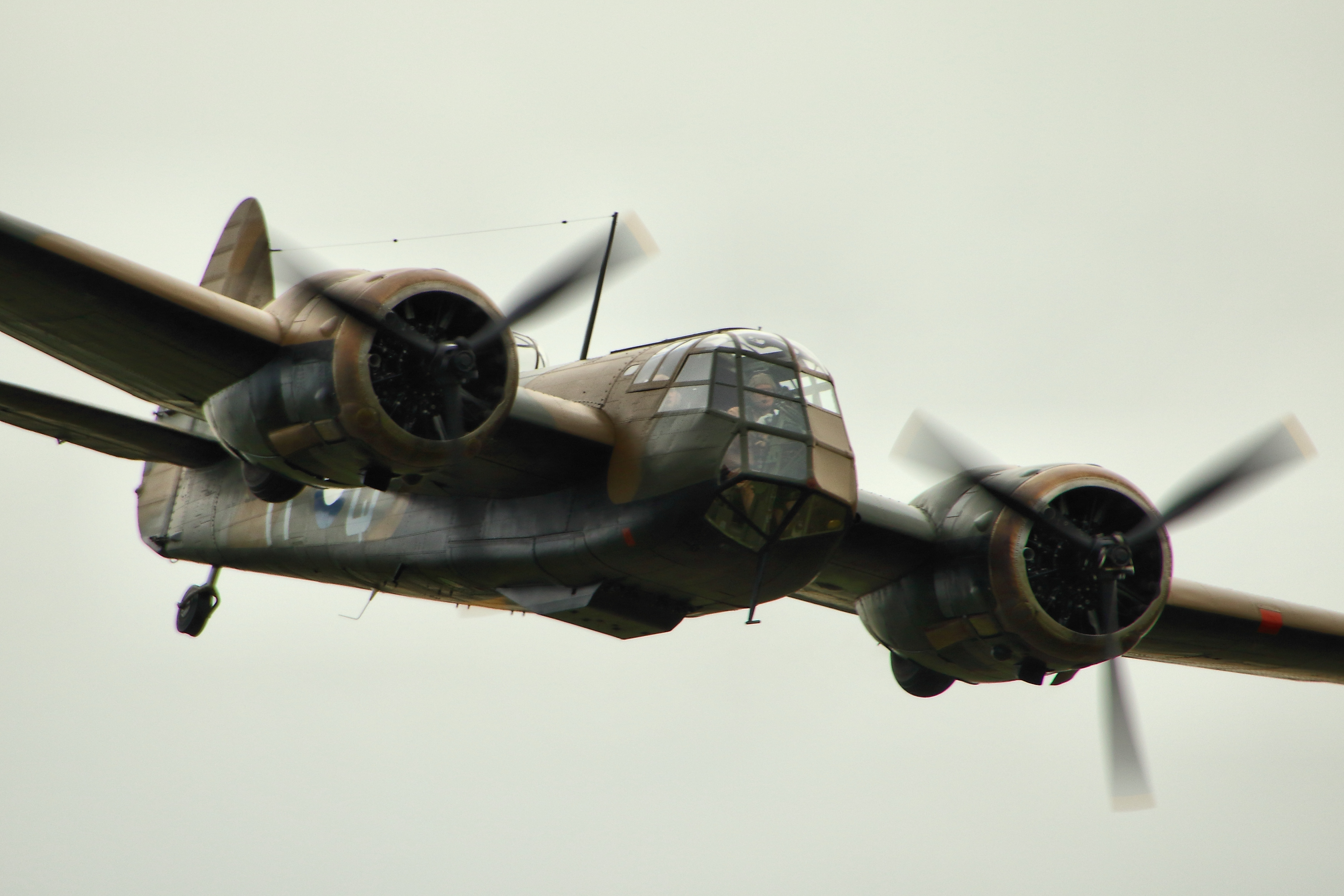
Eine Bristol Blenheim am 22. Mai 2015 in Duxford

Die Bristol Blenheim ist ein zweimotoriger britischer Bomber, der im Zweiten Weltkrieg vor allem von der Royal Air Force für Tiefangriffe gegen feindliche Schiffe eingesetzt wurde. Es gab auch eine Jagdflugzeug-Version der Blenheim.

## Entwicklung
Die Blenheim geht zurück auf den Auftrag von Lord Rothermere zum Bau eines achtsitzigen Ganzmetall-Passagierflugzeuges mit einziehbarem Fahrwerk, der Bristol 142 Britain First, welche am 12. April 1935 erstmals flog. Lord Rothermere stellte das Flugzeug umgehend der RAF für Erprobungsflüge zur Verfügung, nachdem sich gezeigt hatte, dass das Flugzeug schneller fliegen konnte, als alle damals verfügbaren britischen Jäger. Die Blenheim wurde aus diesem Flugzeug gemäß der Spezifikation B.28/35 entwickelt, wobei die zivile ursprüngliche Tiefdecker-Konfiguration in eine Mitteldecker-Konfiguration geändert wurde, um Raum für einen Bombenschacht zu gewinnen. Der Erstflug des Prototyps (RAF-Seriennr. K7033) erfolgte am 25. Juni 1936. Dieses Flugzeug wurde vorerst als Blenheim Mk I (mit kurzer, vollverglaster Nase) als erstes Ganzmetallflugzeug der britischen Luftwaffe in Serie hergestellt. Die fortschrittliche Konstruktion machte den Bomber allen damaligen Jagdflugzeugen an Geschwindigkeit überlegen. Bereits damals bestand ein erster Liefervertrag und im März 1937 erhielt die No. 114 Squadron die ersten Blenheim I. Es wurden 1280 Mk I gebaut; beim Ausbruch des Zweiten Weltkrieges befanden sich 1007 davon in der RAF. Unter diesen Maschinen waren auch 147 als Mk IF hergestellte Jäger mit vier Browning-MG Kal. .303 (7,7 mm) in einer Wanne unter dem Rumpf.

## Einsatz
Die Bomber wurden meistens im Mittleren und Fernen Osten eingesetzt, da die Staffeln der RAF bereits auf die fortschrittlichere Version Mk IV umgerüstet waren. Am 3. September 1939, zu Kriegsbeginn, waren von diesen Flugzeugen 197 Stück in den Einheiten verfügbar. Zehn Blenheim-Bomber der Nos 110 und 107 Squadron führten mit einem Einsatz am 4. September 1939 gegen das Panzerschiff Admiral Scheer, das in der Jademündung bei Wilhelmshaven vor Anker lag, den ersten britischen Luftangriff auf das Deutsche Reich aus. Dabei gingen fünf Blenheim verloren.
Ab dem 10. Mai 1940 flogen Blenheims Einsätze über den Niederlanden und am 13. Mai errichteten sie eine Deckung für die Evakuierung von Königin Wilhelmina. Am gleichen Tag wurde die Blenheim IVF mit dem Kennzeichen P4854 von der Radarstation Bawdsey an eine He 111 herangeführt, möglicherweise der erste Abschuss eines Flugzeuges unter Radarführung.
Mit der 81. Maschine erhielt die Bezeichnung Blenheim IVL Gültigkeit, wobei der Buchstabe L für Long Range stand. Dies wurde durch den Einbau von zusätzlichen Flügeltanks erreicht. Die Mk IV verfügte durch Einsatz des Mercury XV auch über ein stärkeres Triebwerk als die mit dem 840-PS-Mercury-VIII ausgerüstete Blenheim I. Außerdem war die Bewaffnung verbessert worden. Von dieser Variante wurden 1930 Flugzeuge hergestellt.
Im Gegensatz zur Mk IV waren die Leistungen der Mk V – der letzten britischen Version – enttäuschend. Diese Variante wurde zur Erfüllung der Spezifikation B. 6/40 abgeändert, so dass 1941 bei Bristol je ein Prototyp des Mk-VA-Tagbombers und des Mk-VB-Erdkampfflugzeuges gebaut wurde. Rootes Securities Ltd bauten 942 Flugzeuge, die Mehrzahl in der Version Mk VD (eine Tropenversion der VA), zum Teil aber auch in der Version VC mit Doppelsteuer als Trainingsflugzeug. Die Kriegsverluste an Mk VD waren jedoch sehr hoch, so dass sie so schnell wie möglich durch amerikanische Baltimore und Ventura ersetzt wurden.
Blenheim wurden bei jedem Dienstzweig der RAF und auf jedem Kriegsschauplatz eingesetzt. Noch vor dem Kriegsausbruch wurden Blenheim I nach Finnland, Rumänien, Jugoslawien und der Türkei exportiert. Mk I wurden in Jugoslawien, Mk I und Mk IV in Finnland in Lizenz hergestellt. In Kanada baute Fairchild 676 Blenheim für die Royal Canadian Air Force, welche diese Flugzeuge Bolingbroke Mk I bis IV nannte.
Der Name Blenheim wurde wieder verwendet für den Bristol Blenheim, ein exklusives Fahrzeug des britischen Automobilherstellers Bristol Cars Ltd., das von 1993 bis 2008 in sehr geringen Stückzahlen hergestellt wurde.

## Produktionszahlen
Die Blenheim wurde in Großbritannien bei Rootes in Speke, Stoke und Shawbury, bei A. V. Roe und bei Bristol gebaut.
| Version | Bristol | A. V. Roe | Rootes/Speke | Rootes/Stoke | Rootes/Shawbury | Summe |
| ------- | ------- | --------- | ------------ | ------------ | --------------- | ----- |
| Mk I    | 650     | 250       | 250          |              |                 | 1150  |
| Mk IV   | 300     | 750       | 2230         |              |                 | 3280  |
| Mk V    |         |           | 75           | 650          | 215             | 940   |
| Summe   | 950     | 1000      | 2555         | 650          | 215             | 5370  |

| Jahr  | Anzahl |
| ----- | ------ |
| 1937  | 117    |
| 1938  | 447    |
| 1939  | 1077   |
| 1940  | 1518   |
| 1941  | 1383   |
| 1942  | 681    |
| 1943  | 147    |
| Summe | 5370   |

## Militärische Nutzung
Australien
- Royal Australian Air Force

 Finnland
- Luftstreitkräfte Finnlands

 Freies Frankreich
- Freie französische Luftstreitkräfte

 Griechenland
- Griechische Luftstreitkräfte

 Britisch-Indien
- Indische Luftstreitkräfte

 Königreich Italien
- Regia Aeronautica 4 erbeutete Maschinen

 Jugoslawien
24 Exemplar wurden geliefert und 36 in Lizenz gebaut
 Kanada
- Royal Canadian Air Force

 Unabhängiger Staat Kroatien
- Zrakoplovstvo Nezavisne Države Hrvatske: 8 von der Kgl. Jugoslawischen Luftwaffe übernommene Maschinen

 Neuseeland
- Royal New Zealand Air Force

 Portugal
- Força Aérea Portuguesa
- Marinha Portuguesa

 Rumänien
- Rumänische Luftwaffe: zu den 12 vor dem Krieg von Großbritannien gekauften Mk.I kamen noch 6 der ehemaligen Kgl. Jugoslawischen Luftwaffe

 Südafrikanische Union
- South African Air Force

 Türkei
- Türkische Luftwaffe

 Vereinigtes Königreich
- Royal Air Force

## Technische Daten (Blenheim IV)

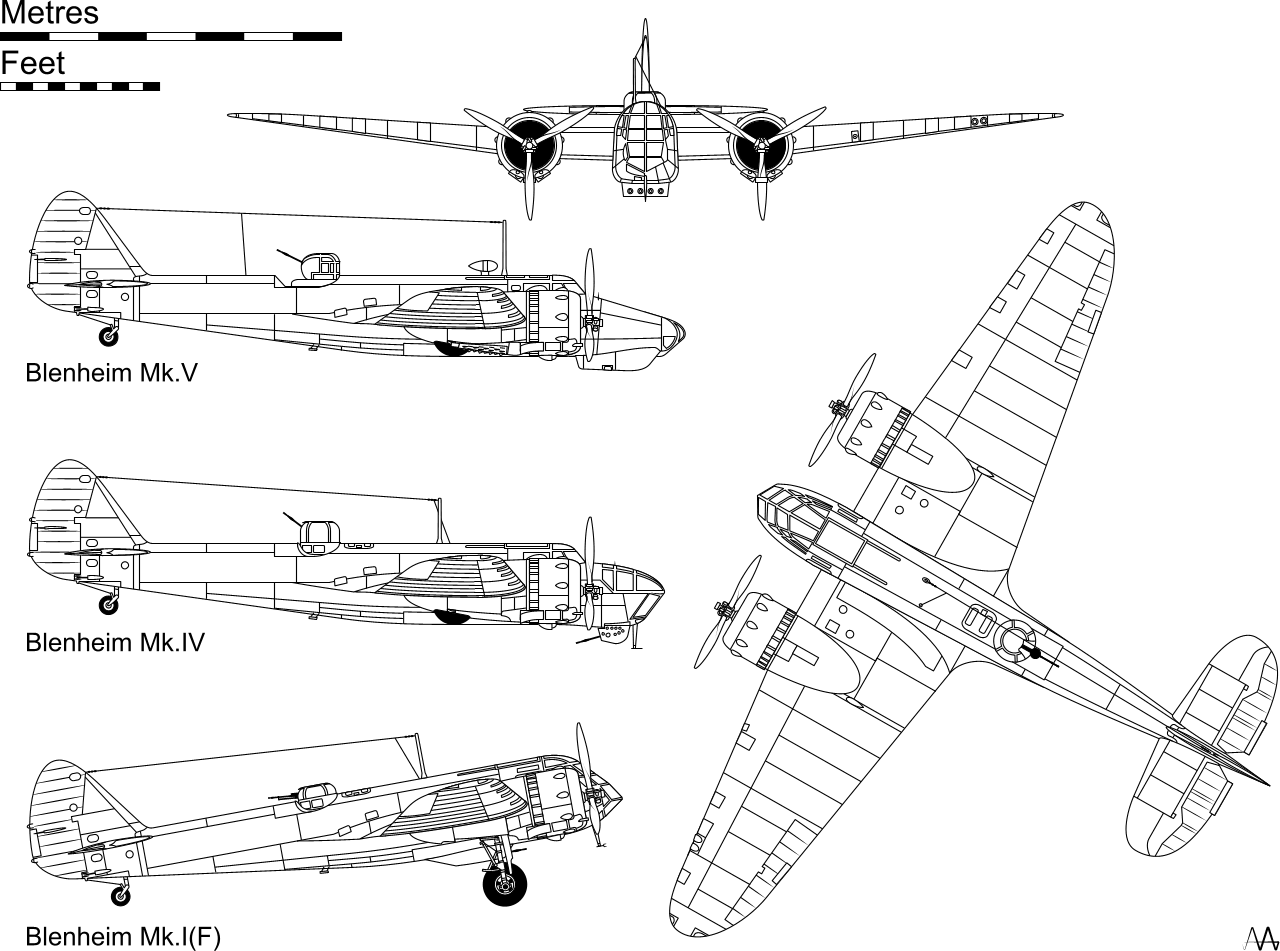
Risszeichnung der Varianten Bristol Blenheim Mk.I(F), Mk.IV und Mk.V

| Kenngröße             | Daten                                                                                       |
| --------------------- | ------------------------------------------------------------------------------------------- |
| Besatzung             | 3                                                                                           |
| Länge                 | 12,98 m                                                                                     |
| Spannweite            | 17,17 m                                                                                     |
| Höhe                  | 3 m                                                                                         |
| Flügelfläche          | 43,6 m²                                                                                     |
| Flügelstreckung       | 6,8                                                                                         |
| Leermasse             | 4450 kg                                                                                     |
| max. Startmasse       | 6545 kg                                                                                     |
| Marschgeschwindigkeit | 319 km/h                                                                                    |
| Höchstgeschwindigkeit | 428 km/h                                                                                    |
| Dienstgipfelhöhe      | 8310 m                                                                                      |
| Reichweite            | 2351 km                                                                                     |
| Triebwerke            | 2 × Bristol-Mercury-XV-Sternmotoren mit je 690 kW (938 PS)                                  |
| Bewaffnung            | 5 × Browning-MG Kal. 0,303 (7,7 mm) 454 kg Bomben im Bombenschacht 145 kg an Außenstationen |